# Antrodia
Genre
Antrodia est un genre de fonge de la famille des Fomitopsidaceae. Les espèces d'Antrodia ont des corps fruitiers qui resupinent généralement (c'est-à-dire couchés ou étalés sur la surface de croissance), avec un hyménium exposé vers l'extérieur ; les bords peuvent être tournés de manière à former polypores. La plupart des espèces se trouvent dans les forêts tempérées et boréales et provoquent la «pourriture brune».

## Description
Les antrodiæ s'étendent sur leur surface de croissance avec l'hyménium exposé sur l'extérieur ; ses bords sont retournés pour former des «crochets» (de forme : [ ]). Lorsqu'ils sont présents, ces crochets sont généralement blancs ou brun pâle.
La trame à la surface de l'hyménium peut être ronde ou anguleuse ; blanche ou pâle. Toutes les espèces provoquent la «pourriture brune».
En règle générale, les basidiospores ont des parois minces, cylindriques et de forme étroitement ellipsoïdale ou fusiforme. La plupart des espèces poussent sur le bois des conifères, à l'exception de A. albida, qui pousse sur le bois mort des arbres à feuilles caduques.

## Phylogénie
Afin d'identifier de manière fiable les différentes espèces et souches d'Antrodia médicinales, des marqueurs génétiques ont été développés et des analyses phylogénétiques effectuées. Ces analyses ont démontré qu'il existe trois lignées phylogénétiques distinctes au sein du genre Antrodia.

## Classification
La définition moderne du genre suit la description donnée par Gilbertson et Ryvarden (1986), dans leur monographie : North American Polypores.

## Distribution
En Europe, environ vingt-neuf espèces sont connues ; vingt-et-une espèces en Amérique du Nord, et dix-huit espèces en Asie de l'Est, bien que de nouvelles espèces aient été signalées depuis ces publications.

## Espèces

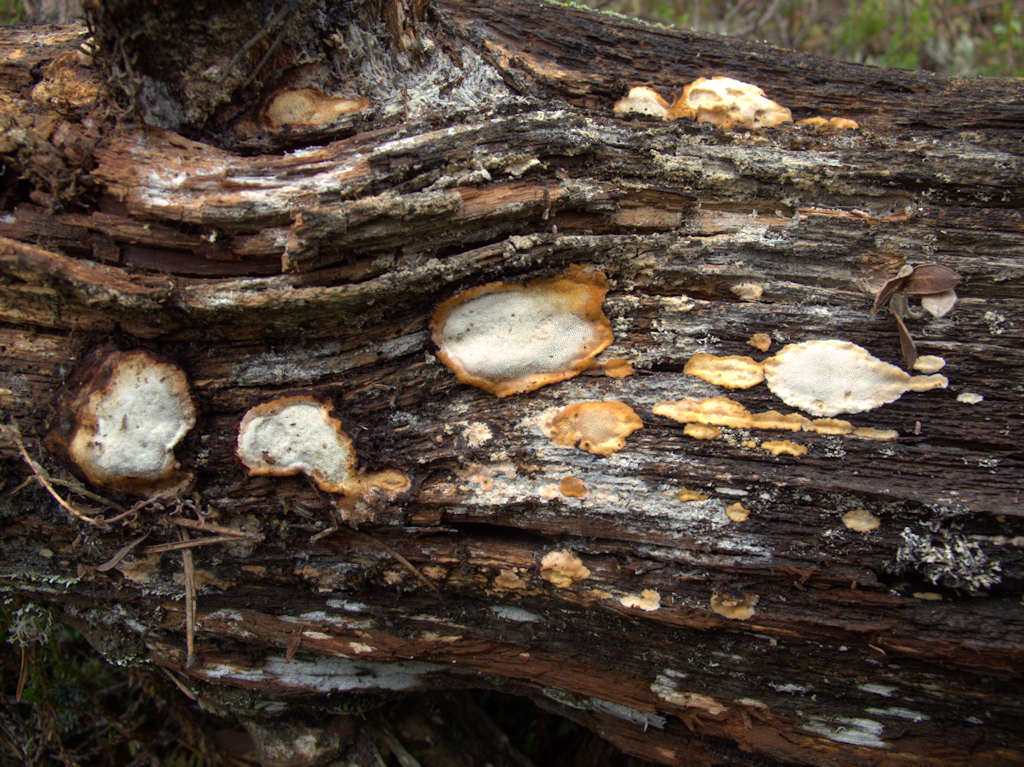
Antrodia albobrunnea

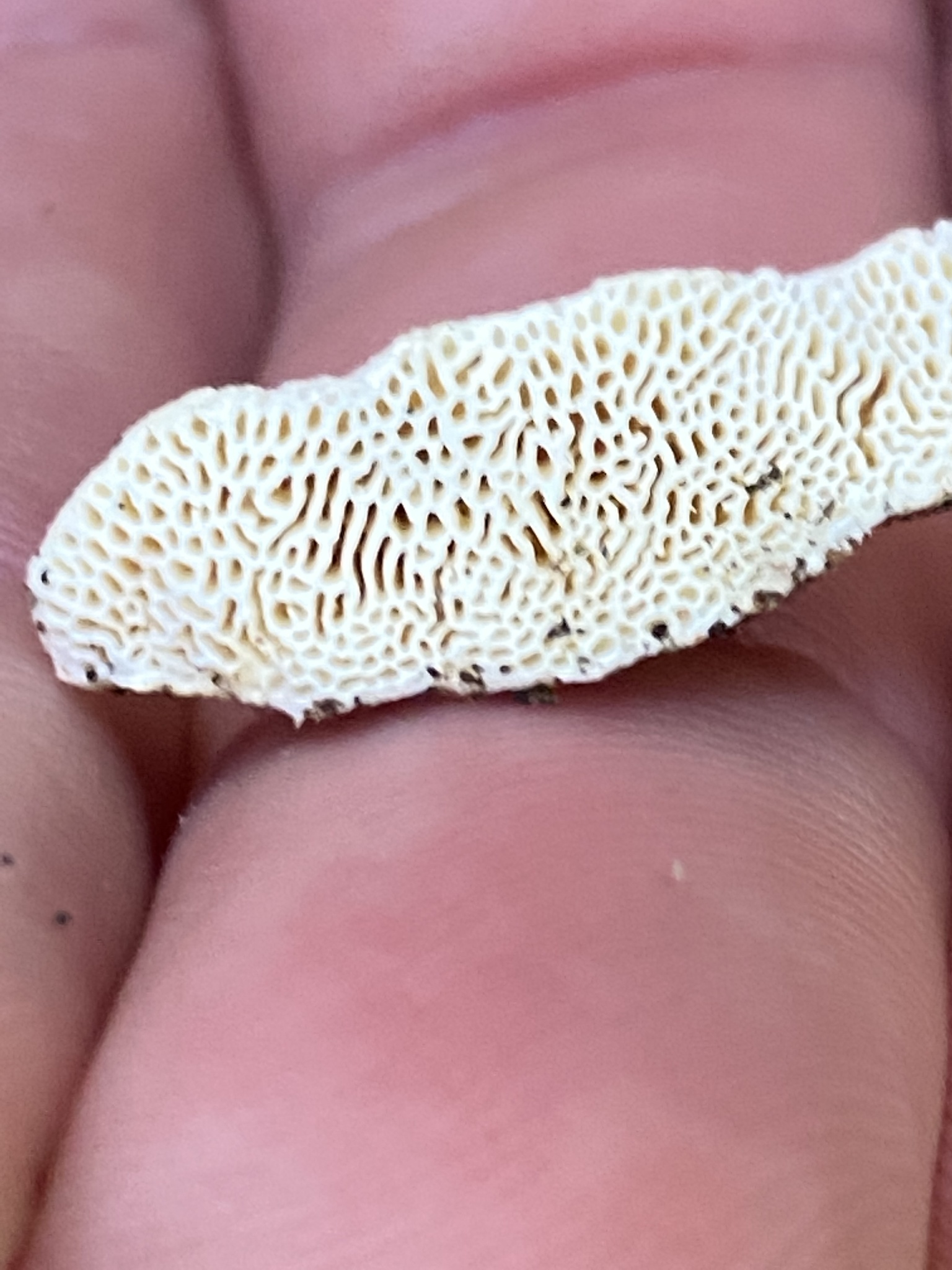
Champignon dAntrodia madronae

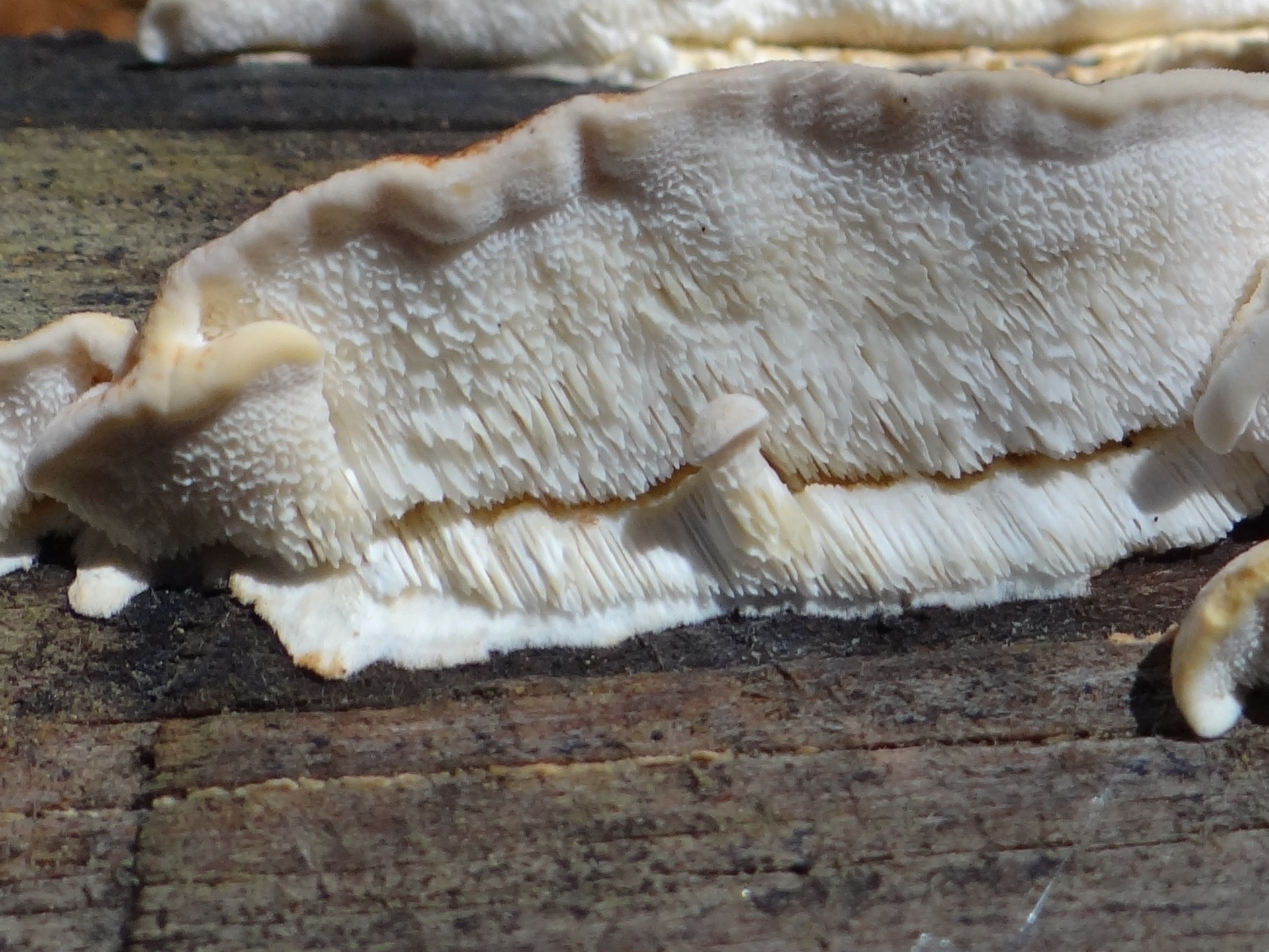
Antrodia serialis

Il existe environ 50 espèces dans ce genre :
- Antrodia albida
- Antrodia albidoides
- Antrodia albobrunnea
- Antrodia alpina
- Antrodia aurantia[1]
- Antrodia bambusicola – Chine[2]
- Antrodia calceus
- Antrodia carbonica
- Antrodia cinnamomea
- Antrodia conchata
- Antrodia crassa
- Antrodia daedaleiformis
- Antrodia eutelea
- Antrodia ferox
- Antrodia gossypium
- Antrodia heteromorpha
- Antrodia hingganensis
- Antrodia hippophaes
- Antrodia huangshanensis
- Antrodia hyalina – Russie[3]
- Antrodia infirma – Europe[4]
- Antrodia juniperina
- Antrodia lalashana[5]
- Antrodia leucaena –Chine, Europe[6]
- Antrodia macra
- Antrodia macrospora
- Antrodia madronae – Etats-Unis (Ouest)[7]
- Antrodia malicola
- Antrodia mellita
- Antrodia minuta
- Antrodia monomitica – Chine[8]
- Antrodia multiformis – Etats-Unis[9]
- Antrodia multipapillata
- Antrodia novae-zelandiae
- Antrodia oleracea
- Antrodia parvula
- Antrodia pictilis
- Antrodia pini-cubensis
- Antrodia plicata
- Antrodia porothelioides
- Antrodia pseudosinuosa
- Antrodia pulverulenta
- Antrodia pulvinascens
- Antrodia ramentacea
- Antrodia rhizomorpha
- Antrodia rupamii
- Antrodia sandaliae
- Antrodia serialiformis
- Antrodia serialis
- Antrodia sinuosa
- Antrodia sitchensis
- Antrodia sordida
- Antrodia stratosa
- Antrodia subalbidoides
- Antrodia submalicola
- Antrodia subramentacea
- Antrodia subxantha
- Antrodia taxa
- Antrodia tenerifensis – Tenerife[9]
- Antrodia terryi
- Antrodia tropica – Chine[10]
- Antrodia uzbekistanica – Ouzbékistan[11]
- Antrodia variiformis
- Antrodia wangii
- Antrodia xantha